# Norashen (Lorri)
Pour les articles homonymes, voir Norashen.
Norashen (en arménien Նորաշեն ) est une communauté rurale du marz de Lorri en Arménie. En 2008, elle compte 1 420 habitants.